# Sèrie Radeon RX 6000
La sèrie Radeon RX 6000 és una sèrie d'unitats de processament de gràfics desenvolupades per AMD, basades en la seva arquitectura RDNA 2. Va ser anunciat el 28 d'octubre de 2020 i és el successor de la sèrie Radeon RX 5000. Consisteix en el nivell d'entrada RX 6400, RX 6500 XT de gamma mitjana, RX 6600 de gamma alta, RX 6600 XT, RX 6650 XT, RX 6700, RX 6700 XT, RX 6750 XT de gamma alta superior, RX 680 XT, RX 6800 RX 6800 XT, i entusiastes RX 6900 XT i RX 6950 XT per a ordinadors de sobretaula; i els RX 6600M, RX 6700M i RX 6800M per a portàtils. Al CES 2022 es va anunciar una subsèrie per a mòbils, Radeon RX 6000S (constituïda per RX 6600S, RX 6700S i RX 6800S), dirigida a dissenys d'ordinadors portàtils prims i lleugers.
La sèrie està dissenyada per competir amb la sèrie de targetes GeForce 30 de Nvidia i la sèrie de targetes Arc Alchemist d'Intel. També és la primera generació de GPU AMD que admet traçat de raigs en temps real accelerat per maquinari, ombrejat de velocitat variable i ombrejats de malla.

## Història
El 14 de setembre de 2020, AMD va deixar entreveure el disseny físic de la seva sèrie RX 6000 mitjançant un tuit compartit al servei de missatgeria social Twitter. Al mateix temps, va llançar una illa virtual dins del videojoc Fortnite que conté una interpretació a gran escala del disseny de maquinari RX 6000, que els jugadors podien explorar lliurement mitjançant el mode creatiu del joc.
AMD va presentar oficialment les tres primeres targetes, la RX 6800, RX 6800 XT i RX 6900 XT, en un esdeveniment titulat "Where Gaming Begins: Ep. 2" el 28 d'octubre En l'esdeveniment, van anunciar el RX 6800 XT com el seu processador gràfic insígnia, comparant el seu rendiment amb el de la targeta gràfica RTX 3080 de Nvidia en jocs de resolució 1440p i 4K. El 6800 XT es va anunciar amb un preu de 649 dòlars, 50 dòlars més baix que el preu inicial del RTX 3080 de 699 dòlars. Després van presentar el RX 6800 com a competidor de la generació anterior RTX 2080 Ti de Nvidia, amb un preu de 579 dòlars en comparació amb els 999 dòlars del 2080 Ti; i la RX 6900 XT com a targeta principal, afirmant un rendiment comparable amb el RTX 3090 de Nvidia, però amb un consum d'energia més baix i un preu de llançament de 999 dòlars, 500 dòlars més barat que el 3090.
La Radeon RX 6800 i 6800 XT es van llançar el 18 de novembre de 2020 i la RX 6900 XT el 8 de desembre de 2020.
El 3 de febrer de 2021, Gigabyte va registrar una gamma de targetes gràfiques RX 6700 XT a la Comissió Econòmica Eurasiàtica (EEC), amb la presentació indicant que les set s'enviarien amb 12 GB de memòria. El 3 de març de 2021, AMD va anunciar oficialment la targeta RX 6700 XT, preparada per competir amb les targetes RTX 3060 Ti i 3070 de Nvidia. Es va llançar el 18 de març de 2021.
A principis de 2022, AMD va anunciar els SKU de gamma baixa de la sèrie 6000; el RX 6400 i el RX 6500 XT. Aquestes targetes només admeten 4 carrils PCIe (tot i que a velocitats PCIe 4.0), que poden limitar el rendiment en màquines de gamma baixa que no tenen PCIe 4.0. També no tenen funcions de codificació de vídeo accelerades per GPU que ofereixen els models de gamma alta.